# Eroica-Variationen
Die sogenannten Eroica-Variationen (15 Variationen mit Finale alla Fuga) op. 35 stehen in Es-Dur und sind ein Variationswerk für Klavier von Ludwig van Beethoven.

## Allgemein
Wie Beethovens Skizzen belegen, komponierte er diese Variationen im Juli und August 1802, etwa gleichzeitig mit der 2. Sinfonie und dem 3. Klavierkonzert. Am 18. Oktober 1802 bot er sie dem Verlag Breitkopf & Härtel zum Druck an und bezeichnete sie als „auf eine wircklich ganz neue Manier bearbeitet“.
Das Thema stammt aus den Contretänzen für Orchester WoO 14 (Nr. 7) und wurde von Beethoven bereits in der Ballettmusik zu Die Geschöpfe des Prometheus verwendet. Deshalb wird es auch Prometheus-Thema genannt. Den Namen Eroica-Variationen erhielt dieser Zyklus erst im Nachhinein, denn Beethoven verwendet es auch im Finale seiner 3. Sinfonie, der Eroica, das ebenfalls in Variationsform angelegt ist.

## Musik

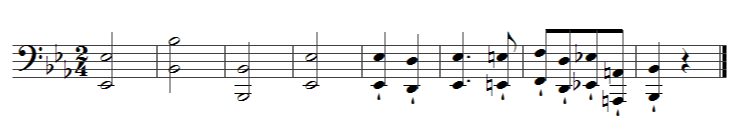
Bass als Thema: „Prometheus-Thema“

- Introduzione col Basso del Tema:

Mit einem Es-Dur-Akkord im fortissimo beginnt diese Einleitung, danach wird sie im pianissimo fortgesetzt. In der Symphonie steht für diesen Akkord eine kontrapunktische Streichereinleitung (auch im fortissimo). Die Introduzione zu den Variationen besteht aus Vordersatz und Nachsatz, jeweils achttaktig mit Halbschluss und Ganzschluss. Sie enthält, wie der Titel vermuten lässt, nur die Basslinie des Themas.
- Variationen 1–3

Noch nicht als Variationen gekennzeichnet sind die nächsten drei Stücke, es treten lediglich weitere Stimmen hinzu. Dementsprechend heißen sie auch a due, a tre und a quattro, d. h. zweistimmig, dreistimmig, vierstimmig. Der systematische Aufbau dieser Sätze tritt auch dadurch hervor, dass der Themenbass der Reihe nach in Tenor-, Alt- und Sopranlage erscheint.
- Thema

Nun tritt das Thema auf, eine  Melodie in Es-Dur (dolce).
- Variationen I–XIII

Beethoven wendet verschiedene Arten von Variationen an, die in verschiedener Weise auf die Melodie, den Bass und/oder die Harmonik und Rhythmik des Themas Bezug nehmen, wobei von figuralen Variationen ausgegangen wird und dann nach und nach freiere Variationstechniken angewandt werden. Besonderes Interesse verdient die Variation VI, bei der die Themenmelodie nahezu unverändert in der Oberstimme liegt, aber statt in Es-Dur in c-Moll harmonisiert wird. Variation VII ist (abgesehen vom Mittelteil) ein strenger Kanon in der Oktave, in den Variationen VIII bis X, XII und XIII werden neue klangliche Möglichkeiten des Klaviersatzes erschlossen.
- Variation XIV und XV, Finale

Die vierzehnte Variation bringt den Bass des Themas in Moll (Minore) und in der Oberstimme. Die XV ist ein reichverziertes Largo, wieder in Dur (Maggiore) und im 6/8-Takt. Danach folgt eine kurze Coda, die das Thema noch einmal ansatzweise bearbeitet und anschließend ein Finale: Alla Fuga, wobei sich das Fugenthema aus dem Beginn des Themenbasses ergibt. Nach einer dreistimmigen Fuge, in der zwischendurch der Beginn des Variationsthemas als Kontrapunkt erscheint und die nach einer Durchführung der Themenumkehrung mit einer fulminanten Steigerung endet, klingt das Stück mit zwei weiteren vollständigen (in den Noten aber nicht explizit als solche gekennzeichneten) Themenvariationen aus (Andante con moto), von denen die erste dem ursprünglichen Thema am nächsten ist und daher wie eine Reminiszenz an den Anfang wirkt, während in der letzten die Themenmelodie in der linken Hand liegt. In beiden Variationen bleibt die Themenmelodie praktisch unverändert und wird nur in verschiedener Weise begleitet. Dadurch bildet dieser Ausklang auch ein Gegenstück zum Einleitungsteil, in dem der Themenbass ebenfalls unverändert in verschiedenen Lagen und mit verschiedener Begleitung erklang.